# レイノルズ郡 (ミズーリ州)
レイノルズ郡（英: Reynolds County）は、アメリカ合衆国ミズーリ州の南東部、オザーク・フットヒルズ地域に位置する郡である。2010年国勢調査での人口は6,696人であり、2000年の6,689人から0.1％増加した。郡庁所在地はセンタービル市（人口191人）であり、同郡で人口最大の都市はエリントン市（人口987人）である。レイノルズ郡は1845年2月25日に組織化され、郡名は第7代ミズーリ州知事トマス・ レイノルズに因んで名付けられた。
郡内にはジョンソンズ・シャット・インズ州立公園があり、州内で人気のある観光地になっている。

## 歴史
レイノルズ郡は1845年2月25日に公式に組織化された。オザーク高原の地理中心近くは現在も岩の多い美しい景観を残している。元は1831年に設立されたリプリー郡と1818年に設立されたウェイン郡の一部だった。またワシントン郡やセントジェネビーブ郡の一部でもあった。
レイノルズ郡庁舎は2回焼けた。最初は1863年12月であり、南軍が焼いたものだった。初代郡庁舎と同じ位置に2代目の郡庁舎が1867年秋に建設された。この庁舎は1871年11月下旬に焼けた。2回とも郡の記録が失われた。新しく耐火建築の庁舎を作っていた1872年5月27日に仮庁舎も焼けた。

## 地理
アメリカ合衆国国勢調査局に拠れば、郡域全面積は814.41平方マイル (2,109.3 km2)であり、このうち陸地811.20平方マイル (2,101.0 km2)、水域は3.21平方マイル (8.3 km2)で水域率は0.39％である。

### 主要高規格道路
- ミズーリ州道21号線
- ミズーリ州道49号線
- ミズーリ州道72号線
- ミズーリ州道106号線

### 隣接する郡
- デント郡 - 北西
- アイアン郡 - 北東
- ウェイン郡 - 南東
- カーター郡 - 南
- シャノン郡 - 西

### 国立保護地域
- マーク・トウェイン国立の森（部分）

## 人口動態
以下は2000年の国勢調査による人口統計データである。
| 基礎データ - 人口: 6,689人 - 世帯数: 2,721 世帯 - 家族数: 1,915 家族 - 人口密度: 3人/km2（8人/mi2） - 住居数: 3,759軒 - 住居密度: 2軒/km2（5軒/mi2） 人種別人口構成 - 白人: 95.65% - アフリカン・アメリカン: 0.52% - ネイティブ・アメリカン: 1.29% - アジア人: 0.19% - その他の人種: 0.21% - 混血: 2.14% - ヒスパニック・ラテン系: 0.82% 先祖による構成 - アメリカ人：37.6％ - アイルランド系：12.1％ - ドイツ系：11.6％ - イギリス系：11.4％ 年齢別人口構成 - 18歳未満: 24.0% - 18-24歳: 6.8% - 25-44歳: 25.0% - 45-64歳: 27.9% - 65歳以上: 16.2% - 年齢の中央値: 41歳 - 性比（女性100人あたり男性の人口） - 総人口: 101.6 - 18歳以上: 98.6 | 世帯と家族（対世帯数） - 18歳未満の子供がいる: 27.8% - 結婚・同居している夫婦: 59.2% - 未婚・離婚・死別女性が世帯主: 7.8% - 非家族世帯: 29.6% - 単身世帯: 26.0% - 65歳以上の老人1人暮らし: 11.1% - 平均構成人数 - 世帯: 2.40人 - 家族: 2.85人 収入と家計 - 収入の中央値 - 世帯: 31,546米ドル - 家族: 37,891米ドル - 性別 - 男性: 26,753米ドル - 女性: 18,322米ドル - 人口1人あたり収入: 15,847米ドル - 貧困線以下 - 対人口: 20.1% - 対家族数: 16.1% - 18歳未満: 25.9% - 65歳以上: 15.5% |

## 教育
レイノルズ郡の25歳以上の住民のうち、65.2％は高校卒以上の学歴を持ち、7.5％は学士以上の学位を持っている。

## 宗教
2000年宗教データアーカイブ協会郡別信徒報告書に拠れば、レイノルズ郡は福音主義プロテスタントが最多数を占めるバイブル・ベルトにある。最も多い会派は南部バプテスト連盟の78.80％、続いてバプテスト・ミッショナリー・アソシエーション・オブ・アメリカの8.24％、メソジストの4.24％である。

## 都市と町
| - ブラック - バンカー | - センタービル - 郡庁所在地 - エリントン | - レイノルズ - レスタービル |

## 政治

### 地方
レイノルズ郡の地方レベルでは民主党が完全に政治を支配しており、郡の選挙で選ばれる役職をは独占している。

#### 国政
大統領選挙のレベルではかなり独立色の強い郡である。他の田園部郡とは異なり、民主党を支持する傾向がある。2000年と2004年の大統領選挙では、ジョージ・W・ブッシュがレイノルズ郡を制したが、他の田園部郡に比べて少ない差の戦いだった。1992年と1996年はビル・クリントンが制した。2008年の選挙では、州内の田園部にある郡と同様、バラク・オバマよりジョン・マケインを選んだ。ただしその票差は他の田園部郡に比べて小さかった。
レイノルズ郡は州内の田園部郡と同様、社会的にまた文化的に保守的であり、経済問題についてはディキシークラットに典型的な中道あるいは人民主義的傾向もある。2004年の州民投票では、結婚を男と女の結合として定義する州憲法改正案をレイノルズ郡は85.41％という圧倒的多数で賛成した。州全体でも71％の賛成で可決し、ミズーリ州は同性結婚を禁止する最初の州になった。2006年の州民投票では、胚性幹細胞の研究を予算化し、合法化する憲法改正案が掛けられたが、レイノルズ郡では54.15％が反対した。州全体では51%の賛成と辛うじて改正が成立し、胚性幹細胞の研究を最初に認めた州の1つになった。郡民は伝統的に社会問題に保守的であるが、最低賃金の増加のような人民主義的施策は支持する傾向にある。やはり2006年の州民投票で最低賃金を時間あたり6.50ドルに増やす命題については、レイノルズ郡では77.50％が支持した。この命題は州内のどの郡でも支持され、75.94％が賛成した。

#### 2008年大統領予備選挙
2008年の大統領予備選挙で、レイノルズ郡は二大政党の候補者をどちらも州全体と全国で二位に終わった者を選んだ。民主党の予備選挙ではヒラリー・クリントンが1位となり、さらに共和党予備選挙で投じられた総票数よりも多かった。